# 国際連合安全保障理事会決議963
国際連合安全保障理事会決議963（こくさいれんごうあんぜんほしょうりじかいけつぎ963、英: United Nations Security Council resolution 963）は、1994年11月29日に国際連合安全保障理事会で採択された決議である。パラオの国際連合への加盟申請を検討した上で、国際連合総会に対して承認勧告を行った。
決議は全会一致で採択され、1994年12月15日に国連総会は決議49/63によりパラオの国連への加盟を承認した。